# オペラ・ソフトウェア
オペラ・ソフトウェアAS（Opera Software AS NASDAQ: OPRA）は、本社をノルウェーのオスロに置くソフトウェア開発企業。スウェーデン、ポーランド、中国に支社を持つ。中国の奇虎360を中心としたコンソーシアム傘下の公開企業であり、ノルウェーのオスロ証券取引所（Oslo Stock Exchange）に株式を公開している。
ウェブブラウザ「Opera」の開発元として知られている。またW3Cを通じたWeb標準化の推進も行っていた。2022年時点では「オペラは人である」「あらゆるデバイスで最良のオンライン経験を実現するための、ヨーロッパ・アフリカ・アジアを跨いだ、国際チームだ」とする文章を公式サイトに掲載している。
もともとはノルウェーの企業であったが、2016年、親会社のオペラ・ソフトウェアASAは「Opera」ブランドとウェブブラウザ事業を所有するオペラ・ソフトウェアASを中国企業のコンソーシアムに売却し、中国資本に売却された部分が当社となった（オペラ・ソフトウェアASA自身はモバイルアプリ事業を引き継いで社名をオテロ・コーポレーション (Otello Corporation) に変更し、当社とは無関係の別会社となった）。

## 歴史
1995年8月30日にヨン・フォン・テッツナーとゲイル・イヴァルセイによって設立される。ノルウェーの大手通信企業Telenor Research and Development（現 Telenor）で行われていたプロジェクトを引き継ぐ形で設立された。2004年3月11日にはオスロ証券取引所への株式公開を行っている。
Opera Softwareの最初の製品は1997年にリリースされたOpera 2.1 for Windows。1998年からは携帯インターネットデバイス市場における多数のプラットフォームへのOpera移植というプロジェクトに成功、従来の目標を実現することとなる。
2000年リリースのOpera 4.0では複数のOSとプラットフォームで動作するよう開発された新しいクロスプラットフォームコアを使用している。このバージョンまでOperaは有償提供であり、試用期間後にライセンスを購入しなければ使えないようになっていた。しかし同年リリースの5.0からはブラウザ上部へ広告を表示する代わりに無償利用を可能とし、ユーザーはライセンス購入によって広告を消すという方式へ変更された。さらにその後のバージョンでは表示される広告をOperaのバナーにするかGoogle AdSenseにするか変更できるようになった。またさらに数年後には広告が閲覧内容に基づくもの（ただし成人向けサイト閲覧の場合は無条件的にGoogleの広告）へと変更されている。2005年1月12日からは高等教育機関で利用する際のライセンスをそれまでの＄1000（期間無制限）から無償とし、マサチューセッツ工科大学、ハーバード大学、オックスフォード大学、ジョージア工科大学、デューク大学がその恩恵を受けることになった。しばし広告付きである点が批判され、普及の障害だといわれてきたOperaだったが、これにより教育市場でのシェアを獲得するに至った。
2005年8月にはJava MEをベースにした携帯電話用ブラウザOpera Miniをリリース。エンドユーザーを対象とせず、携帯電話の提供企業側を対象とすることで直接収益を得るという形で事業を開始した。携帯電話事業者が直接開発を行わず、Opera Softwareが提供するという形式のインターネットブラウザである。
9月20日にはOpera 8.5リリースと同時に広告を廃止し、完全にブラウザの利用を無償にすると発表した。それまで広告が主だった収入源をデフォルト検索エンジンのGoogleから得る形へと方針転換したためである。ただし以前のバージョンで広告が消えることはなく、広告を消すためには従来どおりライセンスの購入が必要となるほか、Opera Miniもこの対象になっていない。
マイクロソフトがOSにInternet Explorerをバンドルすることが不公正だと主張し、欧州委員会に排除を求める申し立てを積極的に行ってきた。2009年にマイクロソフトが欧州向けWindows 7にInternet Explorerを搭載せず出荷することを決定したのはOpera社の行動が引き金であるとして、Windowsファンサイトの一つがOpera製品のボイコットを呼びかけた。
2013年、iPad用のウェブブラウザー「Opera Coast」を配信。翌2014年にはiPhone用も配信を開始した。
2016年6月、中国企業のコンソーシアム（奇虎360が中心の投資会社）による企業買収に応じたと報じられた。7月18日には、「Opera」ブランドを含む事業の一部を売却することで合意に達したと発表した。当初は会社全体の買収を持ち掛けられたが合意に至らず、最終的には以下のようになった。
買収対象となった事業
- 「Opera」ブランド
関連する従業員（約1100人）やマーケティング事業を含む。
- Webブラウザ
モバイル版、デスクトップ版を含むソフトウェアおよびサポートチームを含む。
- VPNサービスやデータ圧縮技術などのアプリ
- Opera TV以外の技術ライセンシング事業
- Operaの中国におけるジョイントベンチャー「nHorizon」

買収対象から外れた事業
- Opera Mediaworks
- Bemobiを含むアプリやゲーム（主にアジアで提供中）
- Opera TV（スマートTV向けWebブラウザ）

この買収に伴い、オペラ・ソフトウェアは従業員数が約560人に縮小し、18カ月以内に新たな企業名を決定する事が必要となった。2016年11月に買収が完了し、買収対象となった事業はオペラ・ソフトウェアASに引き継がれた。規制当局の合意を得られず買収対象にならなかった事業は、オペラ・ソフトウェアASAが企業名をオテロ (Otello Corporation) に変えて存続することになった。